# جان أنييل آسي
جان أنيل إكليسياست آسي (بالإنجليزية: Jean-Aniel Eclesiaste Assi)‏ هو لاعب كرة قدم كندي من أصل إيفواري ولد بتاريخ 12 أغسطس 2004.

## وصلات
جان أنييل آسي على موقع قاعدة بيانات كرة القدم.إي يو (الإنجليزية)
- جان أنييل آسي على موقع Soccerway.com (الإنجليزية)